# Edmund Kosiarz
Edmund Kosiarz (ur. 16 września 1929 w Ostrowcu Świętokrzyskim, zm. 25 sierpnia 1994 w Gdańsku) – komandor porucznik Marynarki Wojennej PRL, historyk, pisarz i dziennikarz marynista.

## Życiorys
W 1951 ukończył studia na Wydziale Pokładowym Oficerskiej Szkoły Marynarki Wojennej, w latach późniejszych wyższy kurs operacyjno-taktyczny marynarki wojennej, studiował dziennikarstwo na Uniwersytecie Warszawskim oraz historię na Uniwersytecie im. Mikołaja Kopernika w Toruniu.
Pełnił służbę w Marynarce Wojennej. W latach 1954–1959 był redaktorem naczelnym miesięcznika Dowództwa Marynarki Wojennej RP "Przegląd Morski", a później szefem Wydziału Historycznego Marynarki Wojennej. Po przejściu do rezerwy był pracownikiem naukowym Wojskowego Instytutu Historycznego w Warszawie, a od 1973 zajmował się wyłącznie pisarstwem. 
Opublikował wiele różnorodnych opracowań, głównie o morskiej tematyce wojskowej, poświęconych zwłaszcza zmaganiom w latach drugiej wojny światowej.
Odznaczony m.in. Krzyżem Kawalerskim Orderu Odrodzenia Polski oraz Złotym i Srebrnym Krzyżem Zasługi. W 1984 otrzymał Nagrodę indywidualną RSW „Prasa-Książka-Ruch” (1984).
Został pochowany na cmentarzu Witomińskim w Gdyni (kwatera 74-4-3).

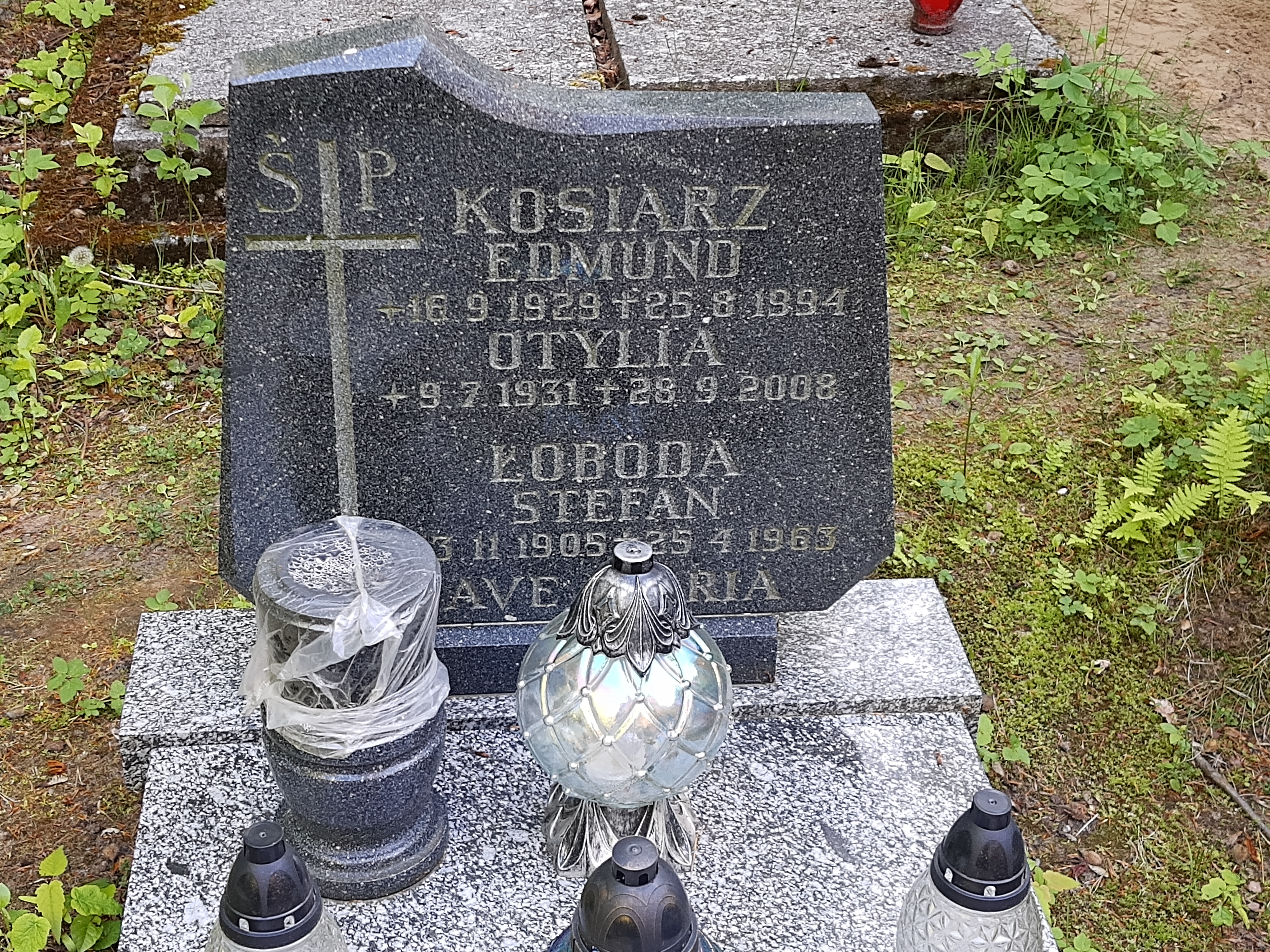
Grób Edmunda Kosiarza na cmentarzu Witomińskim

## Twórczość
- Bałtyk w ogniu, Wydawnictwo Morskie, Gdańsk 1975
- Bitwy morskie, Gdańsk 1964
- Bitwy na Bałtyku, Warszawa 1978
- ”Burza” okręt-muzeum, Gdynia 1964 (współautor R. Witkowski)
- Druga wojna światowa na Bałtyku, Gdańsk 1988[4]
- Działania flot w drugiej wojnie światowej, Gdańsk 1989[5]
- Flota Białego Orła, Gdańsk 1980[6]
- Na wodach Norwegii, Warszawa 1982
- Obrona Gdyni 1939, Warszawa 1975
- Obrona Helu w 1939 r., Warszawa 1971
- Obrona Kępy Oksywskiej 1939, Warszawa 1973
- Od pierwszej do ostatniej salwy, Warszawa 1973
- Pierwsza wojna światowa na Bałtyku, Gdańsk 1979[7]
- Polacy na morzach 1939-1945, Warszawa 1969 (wydanie także w j. angielskim)
- Salwy nad Zatoką, Gdańsk 1980[8]
- Skarby „Wilhelma Gustloffa”, Warszawa 1977, Biblioteka Żółtego Tygrysa, nr 5/77
- Wojna na Bałtyku 1939, Gdańsk 1988[9]
- Wojna na morzach i oceanach 1939-1945, Gdańsk 1988
- Wojny na Bałtyku X-XIX w., Gdańsk 1978
- Zarys dziejów polskiej floty wojennej, Gdynia 1965